# Joe Armstrong (acteur)
Joe Armstrong (Londen, 7 oktober 1978) is een Engels acteur. Hij is vooral bekend van zijn rol als Allan a Dale in de televisieserie Robin Hood, die liep van 2006 tot 2009. Armstrong speelt zowel in (televisie)films als in theaterstukken.

## Carrière
Na een reeks gastrollen in verschillende series speelde Armstrong in 2006 in de BBC-serie Robin Hood. Hij speelde in de serie Allan a Dale, waarin hij afwisselend aan enerzijds Robins en anderzijds Guy van Gisburne's kant staat. In 2009 speelde Armstrong in de televisiefilm Breaking the Mould en een jaar later in A Passionate Woman. Verder had hij rollen in onder andere in Public Enemies (2012), Henry IV, Part I (2012), The Village (2013) en Happy Valley (2014). Gastrollen had hij onder andere in The Bill, Waking the Dead, Midsomer Murders, Blackpool, Rose and Maloney, The Inspector Lynley Mysteries, The Last Detective en Black Mirror. Naast de televisiewereld is Armstrong ook als acteur actief in de theaterwereld.

## Films, series en theatervoorstellingen
Armstrong speelde in de volgende films en series (exclusief gastrollen):
- Passer By (2004)
- A Ticket Too Far (2006)
- Robin Hood (2006-2009)
- Breaking the Mould (2009)
- A Passionate Woman (2010)
- Land Girls (2011)
- Public Enemies (2012)
- Henry IV, Part I (2012)
- The Village (2013-2014)
- Closer to the Moon (2014)
- Happy Valley (2014)
- Black Mirror, aflevering hated in the nation (2016)
- To Walk Invisible (2016)
- Darkest Hour (2017)
- Britannia (2018)
- Gentleman Jack (2019)
- The Old Oak (2023)

Hij speelde tevens in de volgende theatervoorstellingen:
- Dancing at Lughnasa (1998)
- They Shoot Horses, Don't They? (2000)
- Protection (2003)
- How Love Is Spelt (2004)
- A Night at the Dogs (2005)
- Orphans (2009)
- The Empire (2010)
- Flare Path (2011)
- Miss Julie (2012)
- The Dumb Waiter (2013)
- Constellations (2015)
- Husbands & Sons (2015)

- International Standard Name Identifier: 0000 0001 3104 969X
- Library of Congress Control Number: no2010024482
- Nationale Bibliotheek van Israël: 987010188916405171
- Système universitaire de documentation: 255190670
- Virtual International Authority File: 107422627
- WorldCat: E39PBJht9qrhvMJTwwvcfM9qwC